# 横山尚之
横山 尚之（よこやま なおゆき、1967年2月15日 - ）は、日本の俳優。
福岡県出身。STRAYDOG PROMOTION、アップスアカデミーに所属していた。

## 出演

### 映画
- リストラ代紋 史上最強の公務員（1996年）
- チンピラ（1996年）
- 鬼火（1997年）
- アンドロメディア（1998年） - ボディーガード
- Danger de mort＜ダンジェ＞（1999年） - カップルの男
- 修羅がゆく12 北九州死闘篇（2000年） - 吉岡健治

### Vシネマ
- 男組（1998年）
- 難波金融詐欺 史上最悪の兄弟 慰謝料奪取（1999年）
- ウルトラマンガイア ガイアよ再び（2001年） - チームマーリン・巌均悟隊員

### テレビドラマ
- 弁護士芸者のお座敷事件簿4（1999年）
- ウルトラマンガイア 第21話「妖光の海」（1999年） - チームマーリン・巌均悟隊員
- 信州路に消えた殺人者（1999年）
- 世にも奇妙な物語 SMAPの特別編（2001年）

### 舞台
- カノン
- 暗闇のレクイエム
- タケチ
- ブラック・コンテンポラリー

| スタブアイコン | サブスタブ | この項目は、まだ閲覧者の調べものの参照としては役立たない、俳優（男優・女優）に関連した書きかけの項目です。この項目を加筆・訂正などしてくださる協力者を求めています（P:映画/PJ芸能人）。 |